# Trodday
Eilean Trodday, of kortweg Trodday, is een onbewoond Schots eiland ten noorden van het schiereiland Trotternish van Skye. Het eiland heeft een kustlijn met veel kliffen en een aantal grotten. Op het hoogste punt van het eiland (45 meter) staat een vuurtoren, gebouwd door de vuurtorenarchitecten David en Charles Stevenson. Het eiland is populair bij duikers, vanwege de kleurrijke anemonen rondom het eiland en het scheepswrak van het schip de Nordhuk.
Eilean Trodday is Schots-Gaelisch voor "eiland van de trollen".